# Winston Bryant
Winston Bryant (* 3. Oktober 1938 in Malvern, Arkansas) ist ein US-amerikanischer Jurist und Politiker. Zwischen 1981 und 1991 war er Vizegouverneur des Bundesstaates Arkansas.

## Werdegang
Winston Bryant besuchte die Ouachita Baptist University in Arkadelphia. Nach einem anschließenden Jurastudium an der University of Arkansas und seiner Zulassung als Rechtsanwalt begann er in diesem Beruf zu arbeiten. Im Jahr 1970 erweiterte er seine juristischen Kenntnisse an der George Washington University in Washington, D.C. Dazwischen diente er von 1963 bis 1965 als Hauptmann in der United States Army. Als Rechtsanwalt war er im Jahr 1966 für die Arkansas Insurance Commission tätig. Politisch schloss er sich der Demokratischen Partei an. 1967 war er stellvertretender Bundesstaatsanwalt für den östlichen Distrikt von Arkansas. Zwischen 1968 und 1971 gehörte er zum Stab von US-Senator John Little McClellan. Anschließend war er bis 1972 stellvertretender Bezirksstaatsanwalt im Hot Spring County.
Zwischen 1973 und 1976 saß Bryant als Abgeordneter im Repräsentantenhaus von Arkansas; von 1977 bis 1979 übte er das Amt des Secretary of State aus. Im Jahr 1979 war er Mitglied eines Verfassungskonvents seines Staates. 1980 wurde Bryant an der Seite von Frank D. White zum Vizegouverneur von Arkansas gewählt. Dieses Amt bekleidete er zwischen 1981 und 1991. Dabei war er Stellvertreter des Gouverneurs und Vorsitzender des Staatssenats. Seit 1983 diente er unter dem neuen Gouverneur und späteren US-Präsidenten Bill Clinton. Nach dem Ende seiner Zeit als Vizegouverneur war er zwischen 1991 und 1999 Attorney General seines Staates. Im Jahr 1996 war er erfolgloser demokratischer Kandidat für den US-Senat. Seither praktiziert er wieder als privater Rechtsanwalt. Er ist verheiratet und hat einen erwachsenen Sohn.